# Schilling (rheinländisches Adelsgeschlecht)

Wappen der Schilling von Lahnstein

Die von Schilling sind ein deutsches Adelsgeschlecht, welches sich auf das uradelige Geschlecht der Schilling von Lahnstein zurückführt und später auch in den Freiherren- und Grafenstand erhoben wurde.

## Geschichte

### Ursprung
Der erste bekannte Namensträger war ein Ritter namens Wilhelm Schilling im Jahr 1173. Zu diesem Zeitpunkt war das Geschlecht, welches auch unter den Namen „Huneswin“, „Bowe“, „Broitsac“ oder „von Lahnstein“ erscheint, im Großraum Andernach und im Gebiet Mittelrheintal bereits weit verbreitet. Aus Mangel an urkundlich überlieferten Quellen lassen sich die genauen Verwandtschaftsverhältnisse nicht mehr rekonstruieren. Verbindliche Regeln der erst aufkommenden Heraldik entstanden weit später, weshalb ein gemeinsames Stammwappen nicht existiert. Die quellenmäßig leider sehr unzureichend überlieferte Familie der Vögte von Panau führte dagegen gleichsam das Wappen der Schilling von Lahnstein und scheint zu diesen zu gehören.

### Tradition
Gemäß der eigenen Darstellung, die sich seit dem 18. Jahrhundert sicher belegen lässt, gingen verschiedene, namenstragende Familien unabhängig voneinander von einer gemeinsamen Herkunft von dem Geschlecht der Baseler Patrizier Schilling aus, was auf eine gewachsene Tradition schließen lässt. Dabei wurden die am Mittel- und Niederrhein vorkommenden Familien Schilling stets als von jener abstammend dargestellt. Da jedoch der dafür veranschlagte Zeitraum vor den ersten Nennungen dieser Familie liegt, lässt sich auch diese Tradition nicht beweisen.

Sagenhafte Stammtafel des Geschlechts nach einer Chronik des 16. Jahrhunderts

Heinrich III. Schilling von Lahnstein (1166–1221), gen. Huneswin, gilt schließlich als Stammvater des Geschlechts und soll bis zu seinem Tode als Ministeriale auf der Burg Lahneck gelebt haben, die Kaiser Friedrich II. 1220 an Kurmainz zu Lehen gab. Laut einer Chronik, die von seinem Leben berichtet, war er jedoch allgemein im Raum der Schweiz, in Lahnstein, aber auch in Italien tätig. Die Nachkommen seines ersten Sohnes Johann I. Schilling von Lahnstein (1208–1292) waren die Begründer des Westlichen Stammes und des Östlichen Stammes, während sein zweiter Sohn Konrad III. Schilling von Lahnstein (1212–1296) der Begründer des Rheinlandstammes und sein dritter Sohn Heinrich I. Bowe von Lahnstein (1213–1284) der Begründer des Südlichen Stammes war, aus dem die Schilling von Canstadt hervorgingen.

### Westlicher Stamm

Stammwappen des Westlichen Stammes Schilling (Wissembourg, Breslau, Sachsen)

Heinrich IV. Schilling von Lahnstein (1237–1294), ältester Sohn von Johann I. Schilling von Lahnstein, ist der Begründer des Westlichen Stammes. Sein erster Sohn Friedrich III. Schilling von Lahnstein (1270–1301) starb kinderlos. Nach einer sagenhaften Überlieferung, die vom Schriftsteller Heinar Schilling 1944 in einem Roman literarisch verarbeitet wurde, verlor der zweite Sohn Bernhard I. Schilling von Lahnstein (1271–1308) bei der Verschwörung gegen König Albrecht von Habsburg sein Leben. Für eine Beteiligung an der Ermordung des Königs fehlen jedoch jegliche Belege, lediglich die zeitgenössische Chronik des Ottokar aus der Gaal deutet in einigen Versen eine Verbindung der Verschwörer zum Erzbischof von Mainz an, in dessen Umfeld die Schilling sich belegen lassen.
Eine Linie wanderte schließlich nach Schlesien aus und begründete dort einen bis in das 18. Jahrhundert hinein blühenden Zweig.
Zu den Nachfahren des Westlichen Stamms gehörte der Kleckewitzer Ast (Rittergut Kleckewitz bei Raguhn, Sachsen-Anhalt), der im Raum Anhalt verschiedene Güter besaß und öffentliche Ämter bekleidete. So war Jobst Anfang des 17. Jahrhunderts Fürstlicher Hof- und Landrat zu Köthen und selbigen Landes Oberhauptmann. Diese Linie ist, nachdem sie nach 1736 zum Verkauf ihrer Güter an Fürst Leopold I. genötigt wurde, im Mannesstamm erloschen. An diese Familie erinnert der Name der Siedlung „Schillingsbusch“ bei Dessau-Roßlau.
Auch andere Linien dieses Stammes siedelten sich im Zuge der Ostkolonisation im mitteldeutschen Raum an. Einer dieser Nachkommen war der bekannte Bildhauer und Erzgießer Johannes Schilling, der unter anderem das Niederwalddenkmal und das Panther-Gespann auf der Semper-Oper in Dresden schuf.

### Östlicher Stamm

Stammwappen des Östlichen Stammes Schilling (Baltikum)

Ein späterer Nachfahre der rheinischen Schilling, Karl Gebhard v. Schilling, ist der Stammvater des einzigen noch blühenden (estnischen) Astes des östlichen Stammes. Karl Gebhard schied 1768 aus dem Militärdienst aus und widmete sich der Bewirtschaftung seiner Güter zunächst in Seinigal und Orgena. Die Familie hatte schließlich den zweitgrößten Grundbesitz Estlands und wurde 1919/20 enteignet. 1834 bzw. 1855 war dem estnischen Ast vom Kaiserlich Russischen Dirigierenden Senat das Recht auf Führung des Baronstitels wieder zuerkannt worden. Infolge der Unruhen in den baltischen Provinzen 1906 und der Revolution 1917 waren bereits mehrere Familienmitglieder aus dem Baltikum ausgewandert, 1939 wurden dann infolge des Hitler-Stalin-Pakts die übrigen Mitglieder vollständig nach Deutschland umgesiedelt. Viele wanderten auch in andere Länder aus.

### Rheinlandstamm
Mit Johann II. Schilling von Lahnstein († 1347), der zweite Sohn von Friedrich I. Schilling von Lahnstein beginnt die gesicherte, urkundliche Überlieferung der Rheinlandstämme. 1312 wurde er zudem Burgmann auf der Burg Lahneck. Der Stammsitz der Familie befand sich jedoch in Niederlahnstein, wo die Familie einen Adelshof besaß.
Einer seiner Nachkommen ist Daniel Schilling von Lahnstein († 1541), der mit Margarethe von Kottenheim († 1546) verheiratet war. Sein Epitaph befindet sich in der Pfarrkirche Maria Himmelfahrt in Andernach. Vor einem angedeuteten und den Eingang zum Tod darstellenden Tor, geschmückt mit Pflanzenwerk und Blattkapitellen, steht die von Kopf bis Fuß gepanzerte, etwas nach vorne gebeugte und betende Rittergestalt. In den Ecken befinden sich die Ahnenwappen derer Schilling von Lahnstein (links oben), von der Leyen (rechts oben), von Kray (unten links) und von Eltz (unten rechts). Die Inschrift lautet: AN(N)O D(OMI)NI 1541 VFF DEN 28. JVLII IST GESTORBEN DER ERENVEST DANIEL SCHILLING VON LANSTEN DEN GOT G. S. A.
Von seinem Sohn Konrad Schilling von Lahnstein († 1539), verheiratet mit Otta von Liebenstein († 1556), ist ein Epitaph in der Pfarrkirche St. Nikolaus in Kottenheim erhalten geblieben. Es besteht aus Tuffstein und stellt in Lebensgröße, gepanzert und mit Helm auf dem Kopf, den Junker dar, der in den Händen einen Rosenkranz hält. In den Ecken befinden sich die Ahnenwappen derer Schilling von Lahnstein (oben links), von Kottenheim (oben rechts), von der Leyen (unten links) und von Riedt (unten rechts). Die Inschrift lautet: IM IAER VNS HEREN 1539 OF DEN ACHTEN DAG MARTII STARB DER EDEL VND GESTRENGE IONKER IONKER CONRAD SCHILLINCK VAN LAINSTEIN DEM GOT GNAIT AMEN. Das Epitaph wurde 2009–2013 aufwendig restauriert.
Diese Linie ist mit seinem Enkel Johann Konrad Schilling von Lahnstein, der 1608 in Rom verstarb, erloschen.

### Südlicher Stamm
Heinrich I Bowe von Lahnstein gilt als der Stammvater des südlichen Stammes, aus dem die Schilling von Canstatt hervorgingen.

## Familienverband
1556 verbrüderten sich sechs namenstragende Familien Schilling mit unterschiedlichen Wappen zu einem Geschlecht. Der Schillingische Stamm, der Lahnstein besaß, erlosch 1608. 1924 wurde der „Verband des Hauses Schilling e. V.“ gegründet und in Breslau und Dresden eingetragen, 1954 bei einer Neugründung eingetragen beim Amtsgericht Niederlahnstein. Diesem Verband gehören alle drei verbliebenen Stämme an.

## Wappen
Bei der Wappenführung besitzt das Geschlecht keine gemeinsame Kontinuität, was einerseits in der Datierung der Ahnengemeinschaft in die Anfangszeit der Heraldik begründet liegt, andererseits in regional sehr unterschiedlichen Gebräuchen. Während der Stamm Süd bereits seit dem 14. Jahrhundert durchgehend das gleiche Wappen führt, ist das Familienwappen des Stammes Ost neuzeitlich und wurde wenigstens einmal grundlegend geändert und lässt daher keine Rückschlüsse auf die Herkunft der Familie zu.
Die Familie der Schilling von Lahnstein führte, wie auch die Bowe, Huneswin oder die Vögte von Panau, drei bekrönte Adlerköpfe im Schild, meistens rot auf weißem Grund, es ist jedoch auch die Variante weiß auf blauem Grund überliefert.
Das überlieferte Wappen der Schilling auf Kleckewitz zeigte im roten Schild einen schwarzen, mit 12 silbernen Kugeln belegten Balken. Die Zahl „12“ steht dabei für das Wort „Schilling“, da ein Schilling den Wert von 12 Silberpfennigen hatte. Auf dem Helm mit rot-schwarzen Decken ist ein offener roter Flug, beidseits mit schwarzem drei silberne Schillinge tragenden Balken belegt.
Das in die Zeit des Frühbarock datierende Wappen der Freiherren und Grafen von Schilling im Baltikum zeigt auf Gold einen roten Balken, der mit drei silbernen Bügelhelmen belegt ist. Auf dem Helm (bzw. drei Helme) mit rot-goldenen Decken stehen drei (rot-gold-rot) Straußenfedern.

## Persönlichkeiten
- Friedrich von Schilling (1584–1637), deutscher Gelehrter
- Friedrich Gustav Schilling (1766–1839), Dichter und Schriftsteller
- Bruno Schilling (1798–1871), deutscher Rechtswissenschaftler
- Johannes Schilling (1828–1910), Bildhauer und Erzgießer, Ehrenbürger von Mittweida und Dresden
- Lothar Schilling (1834–1879), Richter am Reichsoberhandelsgericht
- Rudolf Schilling (1859–1933), Architekt
- Heinar Schilling (1894–1955), Dichter und Verleger
- Jürgen von Schilling (1909–2008), Arzt, Ehrenbürger von Langeoog